# Невена Георгиева
Невена Георгиева с псевдоним Дуня е югославска партизанка, участничка в комунистическата съпротива във Вардарска Македония.

## Биография
Родена е в Скопие на 25 август 1925 година. През лятото на 1941 година влиза в Скопския народоосвободителен партизански отряд, който е разбит през октомври същата година. След това заминава за Велес, а към ноември - в Струмица.
През лятото на 1942 година взема участие в подготовката на Струмишкия народоосвободителен партизански отряд. През май е осъдена задочно на 7 години затвор.
През септември влиза във Велешко-прилепския народоосвободителен партизански отряд „Димитър Влахов“. На 16 декември 1942 г. е убита  в престрелка с българска полиция при велешкото село Нежилово, от членове на Велешката контрачета, след като нейните другари я оставят да прикрива бягството им.
На името й са кръстени 2 училища – в Нежилово и Кисела вода.